# Lauterbach, Baden-Württemberg
Lauterbach (phát âm tiếng Đức: [ˈlaʊ̯tɐˌbax] ⓘ) là một xã thuộc huyện Rottweil, bang Baden-Württemberg, Đức. Nơi đây nằm bên dãy núi Rừng Đen và có một vài địa điểm du lịch.